# 林一柱 (萬曆進士)
林一柱（1574年—1625年），字廷郢，號璞所，福建同安縣走馬村人，明朝政治人物。

## 生平
萬曆三十四年（1606年）丙午舉人。萬曆三十八年（1610年）庚戌科進士。
林一柱原在揚州為官，後協助平反不少冤案，任湖廣御史時，上疏正紀綱。南京東宮失火而毀，林一柱上疏奏請重建孔廟，修復文廟號。後彈劾織造監李實欺壓官吏與百姓，認為李實如此必亂天下。
天啟二年（1622年），林一柱上疏請求李獻可贈封追卹之事。
天啟五年（1625年），御史卓邁疏參熊廷弼急宜斬，因此薦蘇琰、佘合中、林一柱赴京升官任用。

## 紀念
- 同安縣新民鎮烏塗村福亨宮（林府王爺）

## 外部連結
- 中國哲學書電子化計劃·同安縣志 （页面存档备份，存于）
- 中國哲學書電子化計劃·《明熹宗悊皇帝實錄卷之十八》 （页面存档备份，存于）

| 官衔          | 官衔                    | 官衔          |
| ------------- | ----------------------- | ------------- |
| 前任： 吳一栻 | 明朝揚州府推官 萬曆年間 | 繼任： 胡亮工 |